# Гурже
Гурже (фр. Gourgé) насеље је и општина у западној Француској у региону Поату-Шарант, у департману Де Севр која припада префектури Партне.
По подацима из 2011. године у општини је живело 949 становника, а густина насељености је износила 18,82 становника/km². Општина се простире на површини од 50,43 km². Налази се на средњој надморској висини од 122 метара (максималној 164 m, а минималној 84 m).

## Демографија
| 1962. | 1968. | 1975. | 1982. | 1990. | 1999. | 2011. |
| ----- | ----- | ----- | ----- | ----- | ----- | ----- |
| 761   | 983   | 883   | 912   | 915   | 916   | 949   |

График промене броја становника у току последњих година